# روبرت جورج إروين
روبرت جورج إروين (بالإنجليزية: Robert George Irwin)‏ هو نحات أمريكي، ولد في 1908، وتوفي في 1975 بسبب سرطان.